# Schienenpersonenverkehr
Schienenpersonenverkehr ist Personenverkehr mit der Eisenbahn. Der Begriff dient auch zur Abgrenzung zum Schienengüterverkehr.
In der Regel bezieht er sich auf Eisenbahnen im öffentlichen Verkehr, die zum Zweck der Fahrgastbeförderung betrieben werden. Schienenpersonenverkehr wird heute, wegen der unterschiedlichen Behandlung durch die öffentliche Hand, unterteilt in Schienenpersonennahverkehr und Schienenpersonenfernverkehr. Wenn diese Differenzierung nicht notwendig ist, wird der Begriff Schienenpersonenverkehr verwendet. 
Der Begriff wird in der Regel nicht verwendet, wenn es um andere spurgebundene Verkehrsmittel wie Straßenbahnen, U-Bahnen oder Bergbahnen geht. Denn die ersten beiden fallen unter den Begriff des Straßenpersonennahverkehrs (ÖSPV). Dazu gibt es auch noch den nicht-öffentlichen Schienenpersonenverkehr, der zum Beispiel auf Werksbahnen durchgeführt werden kann, und nicht den gleichen gesetzlichen Vorgaben unterliegt wie der öffentliche Schienenpersonenverkehr.